# Christian Krings
Christian Krings (Crombach, 10 december 1949) is een Belgisch Duitstalig politicus van de CSP.

## Levensloop
Krings werd beroepshalve slotenmaker, waarna hij actief werd als verkoper in de meubelsector. Ook was hij de voorzitter van de raad van bestuur van het Sint-Jozefziekenhuis van Sankt Vith.
Namens de CSP werd hij verkozen tot gemeenteraadslid van Sankt Vith, waar hij van 1995 tot 2000 schepen was. Van 2001 tot 2018 was hij burgemeester van de stad.
Van 2009 tot 2010 zetelde hij tevens in het Parlement van de Duitstalige Gemeenschap.